# 馬爾斯山 (比萊阿爾卑斯山脈)
45°38′04″N 7°54′52″E / 45.63444°N 7.91444°E

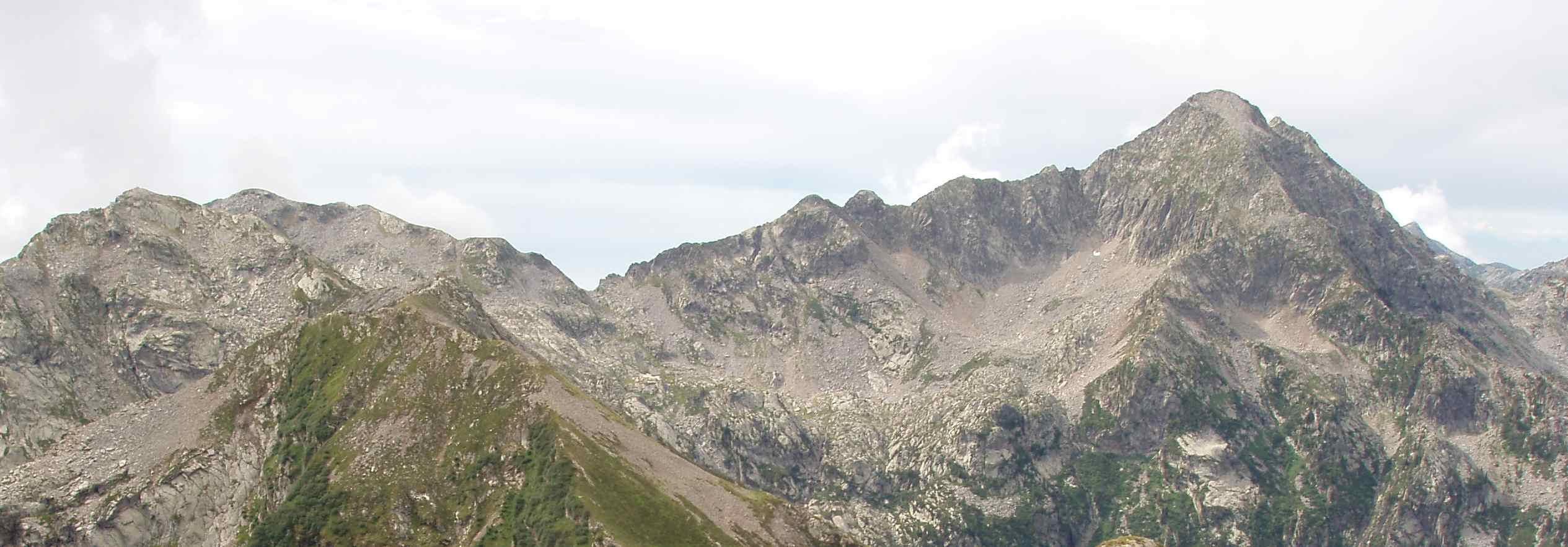

馬爾斯山（義大利語：Monte Mars），是意大利的山峰，位於該國西北部，處於皮埃蒙特大區和瓦萊達奧斯塔大區接壤的邊界，屬於比萊阿爾卑斯山脈的一部分，海拔高度2,600米，每年平均降雨量1,358毫米。